# 埃科斯维尔
埃科斯维尔（法語：Écausseville，法語發音：[ekosvil]）是法国芒什省的一个市镇，属于瑟堡区。

## 地理
埃科斯维尔（49°27'44"N, 1°22'28"W）面积5.27 平方千米，位于法国诺曼底大区芒什省，该省份为法国西北部沿海省份，西、北、东北三面环大西洋，东起顺时针与卡爾瓦多斯省、奧恩省、马耶讷省和伊勒-维莱讷省接壤。
与埃科斯维尔接壤的市镇（或旧市镇、城区）包括：圣弗洛克塞勒、埃蒙德维尔、埃鲁德维尔、弗雷维尔、勒阿姆、若冈维尔。

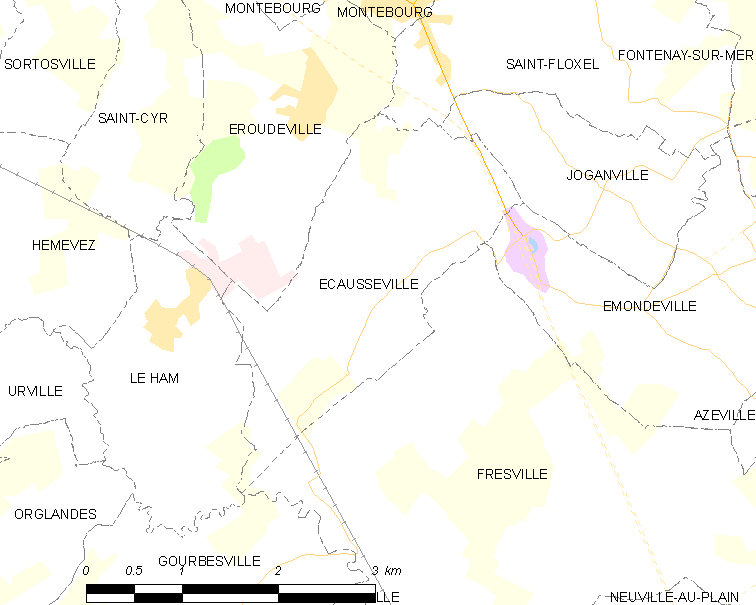
埃科斯维尔的OSM定位图

埃科斯维尔的时区为UTC+01:00、UTC+02:00（夏令时）。

## 行政
埃科斯维尔的邮政编码为50310，INSEE市镇编码为50169。

## 政治
埃科斯维尔所属的省级选区为瓦洛涅县。

## 人口

1962-2008年间埃科斯维尔人口变化图示

埃科斯维尔于2022年1月1日时的人口数量为112人。